# Patriarca Constantí VI
Constantí VI (en grec Κωνσταντίνος Στ') va ser Patriarca de Constantinoble de l'any 1924 al 1925.
Va néixer a Sigis, una ciutat propera a Bursa l'any 1859. Va estudiar a l'Escola Teològica de Halki (1877-1885). El 1896 va ser nomenat bisbe de Rodósto (Ρωδόστο, actual Tekirdağ), el 1899 metropolità de Vella i Konitsa, el 1906 de Trebisonda, el 1913 de Cízic i el 1922 va ser metropolità de Derkos.
Va ser elegit patriarca de Constantinoble el 17 de desembre de 1924 fins a la seva renúncia al patriarcat el 22 de maig de 1925 després de ser exiliat pel govern turc i refugiar-se a Grècia.